# Phoenix Ascension 2019
Questa voce raccoglie le informazioni riguardanti dei Phoenix Ascension nelle competizioni ufficiali della stagione 2019.

## Organigramma societario
Area direttiva
- Presidente: ?

Area tecnica
- Allenatore: ?

## Rosa
| N° | Nome               | Ruolo | Data di nascita  | Nazionalità sportiva |
| -- | ------------------ | ----- | ---------------- | -------------------- |
| 1  | Jesús Izaguirre    | L     | 7 marzo 1997     | Messico              |
| 3  | Byran Lewis        | O     | 14 maggio 1989   | Francia              |
| 4  | Zach Robinson      | S     | 14 giugno 1993   | Stati Uniti          |
| 6  | Drew Winterstein   | L     | 17 aprile 1986   | Stati Uniti          |
| 7  | Micah Steiner      | L     | 6 giugno 1990    | Stati Uniti          |
| 8  | Joseph Kauliakamoa | S     | 12 agosto 1989   | Stati Uniti          |
| 9  | Connor Dougherty   | C     | 15 novembre 1990 | Stati Uniti          |
| 10 | Vince Zanzucchi    | S     | 15 maggio 1983   | Stati Uniti          |
| 11 | Srdjan Nadazdin    | S     | 9 novembre 1989  | Stati Uniti          |
| 12 | Keaton Berry       | C     | 10 febbraio 1993 | Stati Uniti          |
| 14 | Zachary Melcher    | P     | 8 novembre 1995  | Stati Uniti          |
| 15 | Mark Olsen         | C     | 10 giugno 1996   | Stati Uniti          |
| 16 | Cullen Mosher      | S     | 1º maggio 1995   | Stati Uniti          |
| 19 | Logan Adcock       | S     | 8 gennaio 1996   | Stati Uniti          |
| 22 | Drake Silbernagel  | C     | 25 luglio 1994   | Stati Uniti          |
| 42 | Taylor Harrington  | C     | 6 gennaio 1992   | Stati Uniti          |
| 47 | Alex Keicher       | S     | 8 novembre 1987  | Stati Uniti          |

## Statistiche

### Statistiche di squadra
| Competizione | Punti | In casa | In casa | In casa | In trasferta | In trasferta | In trasferta | Totale | Totale | Totale |
| Competizione | Punti | G       | V       | P       | G            | V            | P            | G      | V      | P      |
| ------------ | ----- | ------- | ------- | ------- | ------------ | ------------ | ------------ | ------ | ------ | ------ |
| NVA          | 7     | 0       | 0       | 0       | 0            | 0            | 0            | 12     | 2      | 10     |
| Totale       | -     | 0       | 0       | 0       | 0            | 0            | 0            | 12     | 2      | 10     |

G = partite giocate; V = partite vinte; P = partite perse

### Statistiche dei giocatori
| Giocatore      | NVA | NVA | NVA | NVA | NVA | Totale | Totale | Totale | Totale | Totale |
| Giocatore      | P   | PT  | AV  | MV  | BV  | P      | PT     | AV     | MV     | BV     |
| -------------- | --- | --- | --- | --- | --- | ------ | ------ | ------ | ------ | ------ |
| L. Adcock      | 3   | 23  | 17  | 0   | 6   | 3      | 23     | 17     | 0      | 6      |
| K. Berry       | 6   | 35  | 25  | 5   | 5   | 6      | 35     | 25     | 5      | 5      |
| C. Dougherty   | 9   | 67  | 53  | 9   | 5   | 9      | 67     | 53     | 9      | 5      |
| T. Harrington  | 5   | 31  | 23  | 7   | 1   | 5      | 31     | 23     | 7      | 1      |
| J. Izaguirre   | 9   | 0   | 0   | 0   | 0   | 9      | 0      | 0      | 0      | 0      |
| J. Kauliakamoa | 4   | 31  | 23  | 2   | 6   | 4      | 31     | 23     | 2      | 6      |
| A. Keicher     | 4   | 8   | 7   | 0   | 1   | 4      | 8      | 7      | 0      | 1      |
| B. Lewis       | 12  | 132 | 112 | 16  | 4   | 12     | 132    | 112    | 16     | 4      |
| Z. Melcher     | 12  | 44  | 27  | 9   | 8   | 12     | 44     | 27     | 9      | 8      |
| C. Mosher      | 3   | 23  | 22  | 0   | 1   | 3      | 23     | 22     | 0      | 1      |
| S. Nadazdin    | 4   | 61  | 57  | 1   | 3   | 4      | 61     | 57     | 1      | 3      |
| M. Olsen       | 7   | 55  | 33  | 18  | 4   | 7      | 55     | 33     | 18     | 4      |
| Z. Robinson    | 4   | 5   | 4   | 0   | 1   | 4      | 5      | 4      | 0      | 1      |
| D. Silbernagel | 3   | 12  | 8   | 3   | 1   | 3      | 12     | 8      | 3      | 1      |
| M. Steiner     | 1   | 0   | 0   | 0   | 0   | 1      | 0      | 0      | 0      | 0      |
| D. Winterstein | 6   | 0   | 0   | 0   | 0   | 6      | 0      | 0      | 0      | 0      |
| V. Zanzucchi   | 11  | 47  | 41  | 4   | 2   | 11     | 47     | 41     | 4      | 2      |

P = presenze; PT = punti totali; AV = attacchi vincenti; MV = muri vincenti; BV = battute vincenti